# Copa Libertadores 1968
W dziewiątej edycji Copa Libertadores udział wzięło 21 klubów reprezentujących wszystkie kraje zrzeszone w CONMEBOL. Każdy kraj wystawił po 2 kluby, a ponadto do półfinału bez gry awansował obrońca tytułu. Zwycięzcą został argentyński klub Estudiantes La Plata, który pokonał w finale brazylijski klub SE Palmeiras.
W pierwszym etapie uczestnicy podzieleni zostali na 5 grup po 4 kluby – z każdej grupy do następnej rundy awansowały dwa kluby. W następnej, ćwierćfinałowej rundzie, 10 klubów podzielono na 3 grupy – pierwsza i trzecia liczyła 3 drużyny, a druga 4 drużyny. Do półfinału awansowali zwycięzcy grup oraz obrońca tytułu Racing Club de Avellaneda.
W półfinale grano systemem przegrywający odpada, przy czym liczyła się głównie różnica punktów. Jeśli oba kluby zdobyły w dwumeczu taką samą liczbę punktów, rozgrywano mecz dodatkowy. Jeśli pomimo dogrywki stan pojedynku wciąż był remisowy, o awansie do finału decydowała liczba zdobytych bramek.
Znakomicie spisał się peruwiański klub Club Sporting Cristal, który w 12 meczach nie poniósł żadnej porażki.

## 1/8 finału

### Grupa 1Argentyna,Kolumbia
| 27.01 CA Independiente – Estudiantes La Plata 2:4 - Raúl Bernao, Luis Artime – Felipe Ribaudo (2), Juan Miguel Echecopar, Juan Ramón Verón                 |
| 04.02 Millonarios FC – CA Independiente 1:2 - José María Ferrero – Raúl Bernao, Luis Artime                                                                |
| 07.02 Millonarios FC – Estudiantes La Plata 0:1 - Eduardo Flores                                                                                           |
| 08.02 Deportivo Cali – CA Independiente 1:0 - Iroldo |
| 11.02 Deportivo Cali – Estudiantes La Plata 1:2 - Eduardo Luján Manera s – Carlos Bilardo, Juan Miguel Echecopar                                           |
| 14.02 Millonarios FC – Deportivo Cali 4:2 - José María Ferrero, Hernán Aceros, Enrique Fernández, Miguel Frattini – Roberto Alvarez, Oscar Mario Desiderio |
| 17.02 Estudiantes La Plata – Deportivo Cali 3:0 - Felipe Ribaudo, Juan Ramón Verón, Juan Miguel Echecopar                                                  |
| 18.02 CA Independiente – Millonarios FC 3:1 - Luis Artime (3) – Waldemar Rodríguez                                                                         |
| 21.02 Estudiantes La Plata – Millonarios FC 0:0 |
| 22.02 CA Independiente – Deportivo Cali 1:1 - Raúl Armando Savoy – Iroldo                                                                                  |
| 28.02 Deportivo Cali – Millonarios FC 1:0 - Benicio Ferreira                                                                                               |
| 29.02 Estudiantes La Plata – CA Independiente 2:0 - Carlos Pachamé, Marcos Conigliaro                                                                      |

- Wobec jednakowej liczby punktów rozegrano mecz dodatkowy:

| 06.03 CA Independiente – Deportivo Cali 3:2 - José Omar Pastoriza, Raúl Bernao, Luis Artime – Iroldo, Joaquín Sánchez |

| Klub                 | Mecze | Zw | Rem | Por | Pkt | BrZd | BrStr |
| -------------------- | ----- | -- | --- | --- | --- | ---- | ----- |
| Estudiantes La Plata | 6     | 5  | 1   | 0   | 11  | 12   | 3     |
| CA Independiente     | 6     | 2  | 1   | 3   | 5   | 8    | 10    |
| Deportivo Cali       | 6     | 2  | 1   | 3   | 5   | 6    | 10    |
| Millonarios FC       | 6     | 1  | 1   | 4   | 3   | 6    | 9     |

### Grupa 2Boliwia,Peru
| 24.01 Club Always Ready – Universitario Lima 0:3 - D. Flores (2), Enrique Casaretto |
| 24.01 Club Jorge Wilstermann – Club Sporting Cristal 0:1 - José Del Castillo |
| 28.01 Club Always Ready – Club Sporting Cristal 1:4 - Villante – Carlos González Pajuelo (2), Mario Aquije, José Del Castillo                                                                        |
| 28.01 Club Jorge Wilstermann – Universitario Lima 0:0 |
| 04.02 Club Jorge Wilstermann – Club Always Ready 3:0 - Renán López (2), Limbert Cabrera |
| 15.02 Universitario Lima – Club Sporting Cristal 1:1 - Roberto Challe – Mario Aquije |
| 19.02 Club Sporting Cristal – Club Jorge Wilstermann 2:0 - Luis Rafael Risco, José Del Castillo |
| 22.02 Universitario Lima – Club Jorge Wilstermann 5:1 - Percy Rojas (3), D. Flores (2) – Renán López                                                                                                 |
| 24.02 Club Sporting Cristal – Club Always Ready 1:1 - Alberto Gallardo – D. Morales |
| 27.02 Universitario Lima – Club Always Ready 6:0 - D. Flores (2), Víctor Lobatón (2), Percy Rojas, Staukas s                                                                                         |
| 02.03 Club Sporting Cristal – Universitario Lima 2:2 - Mario Aquije, Alberto Gallardo – Víctor Calatayud, Roberto Challe                                                                             |
| 03.03 Club Always Ready – Club Jorge Wilstermann 0:1 walkower - Troncoso s – Limbert Cabrera - mecz zakończył się rezultatem 1:1, ale w ramach walkoweru anulowano bramkę zdobytą przez Always Ready |

| Klub                   | Mecze | Zw | Rem | Por | Pkt | BrZd | BrStr |
| ---------------------- | ----- | -- | --- | --- | --- | ---- | ----- |
| Universitario Lima     | 6     | 3  | 3   | 0   | 9   | 17   | 4     |
| Club Sporting Cristal  | 6     | 3  | 3   | 0   | 9   | 11   | 5     |
| Club Jorge Wilstermann | 6     | 2  | 1   | 3   | 5   | 5    | 8     |
| Club Always Ready      | 6     | 0  | 1   | 5   | 1   | 2    | 18    |

### Grupa 3Chile,Ekwador
| 04.02 Emelec Guayaquil – CD El Nacional 0:0 |
| 11.02 CD El Nacional – CD Universidad Católica 2:1 - Tom Rodríguez (2) – Juan Carlos Sarnari                                                   |
| 11.02 Emelec Guayaquil – Club Universidad de Chile 2:1 - Jaime Delgado Mena, Gerardo Hernández – Juan Carlos Gangas                            |
| 18.02 Emelec Guayaquil – CD Universidad Católica 1:2 - Armando Echeverría – Néstor Isella, Julio Gallardo                                      |
| 18.02 CD El Nacional – Club Universidad de Chile 3:1 - Fausto Correa, Tom Rodríguez, Simón Rangel – Marín                                      |
| 21.02 CD Universidad Católica – Club Universidad de Chile 3:2 - Juan Carlos Sarnari (2), Julio Gallardo – Juan Carlos Oleniak, Guillermo Yávar |
| 24.02 CD Universidad Católica – CD El Nacional 2:0 - Néstor Isella, Esteban Varas                                                              |
| 24.02 Club Universidad de Chile – Emelec Guayaquil 0:0                                                                                         |
| 27.02 CD Universidad Católica – Emelec Guayaquil 1:1 - Juan Carlos Sarnari – Beltrán Sosa                                                      |
| 27.02 Club Universidad de Chile – CD El Nacional 1:0 - Carlos Campos                                                                           |
| 02.03 Club Universidad de Chile – CD Universidad Católica 1:2 - Guillermo Yávar – Sergio Messén (2)                                            |
| 03.03 CD El Nacional – Emelec Guayaquil 0:1 - Jaime Delgado Mena - prawdopodobnie mecz rozegrano na boisku Emelec Guayaquil                    |

| Klub                      | Mecze | Zw | Rem | Por | Pkt | BrZd | BrStr |
| ------------------------- | ----- | -- | --- | --- | --- | ---- | ----- |
| CD Universidad Católica   | 6     | 4  | 1   | 1   | 9   | 11   | 7     |
| Emelec Guayaquil          | 6     | 2  | 3   | 1   | 7   | 5    | 4     |
| CD El Nacional            | 6     | 2  | 1   | 3   | 5   | 5    | 6     |
| Club Universidad de Chile | 6     | 1  | 1   | 4   | 3   | 6    | 10    |

### Grupa 4Paragwaj,Urugwaj
| 02.02 CA Peñarol – Club Nacional de Football 1:0 - Alberto Spencer                                    |
| 02.02 Club Guaraní – Club Libertad 2:0 - Víctor Domingo Juárez, Aurelio Martínez                      |
| 06.02 Club Nacional de Football – Club Guaraní 2:2 - Rubén Techera, Juan Mújica – Genaro García (2)   |
| 07.02 CA Peñarol – Club Libertad 4:0 - Alberto Spencer (2), Pedro Virgilio Rocha, Francisco Bertocchi |
| 10.02 Club Nacional de Football – Club Libertad 4:0 - Julio Morales (2), Juan Mújica, Célio           |
| 12.02 CA Peñarol – Club Guaraní 2:0 - Alberto Spencer (2)                                             |
| 16.02 Club Libertad – Club Guaraní 1:1 - Juan Pelayo Ayala – Víctor Domingo Juárez                    |
| 16.02 Club Nacional de Football – CA Peñarol 0:0                                                      |
| 20.02 Club Libertad – CA Peñarol 1:0 - Pedro Nelson Fleitas                                           |
| 21.02 Club Guaraní – Club Nacional de Football 2:1 - Luis Ivaldi, Aurelio Martínez – Célio            |
| 24.02 Club Guaraní – CA Peñarol 1:1 - Víctor Domingo Juárez – Julio César Abbadie                     |
| 25.02 Club Libertad – Club Nacional de Football 0:2 - Célio, Orlando Virgili                          |

| Klub                      | Mecze | Zw | Rem | Por | Pkt | BrZd | BrStr |
| ------------------------- | ----- | -- | --- | --- | --- | ---- | ----- |
| CA Peñarol                | 6     | 3  | 2   | 1   | 8   | 8    | 2     |
| Club Guaraní              | 6     | 2  | 3   | 1   | 7   | 8    | 7     |
| Club Nacional de Football | 6     | 2  | 2   | 2   | 6   | 9    | 5     |
| Club Libertad             | 6     | 1  | 1   | 4   | 3   | 2    | 13    |

### Grupa 5Brazylia,Wenezuela
| 21.01 Galicia Caracas – Portugués Caracas 2:0 - Ceslo (2) |
| 21.01 Náutico Recife – SE Palmeiras 1:3 - Ladeira – Ademir (2), Tupãzinho |
| 27.01 Portugués Caracas – Náutico Recife 1:1 - João Ramos – Iván |
| 31.01 Galicia Caracas – Náutico Recife 2:1 - Becerra, Olavo - Lala |
| 04.02 Galicia Caracas – SE Palmeiras 1:2 - Chacho – Ademir, Díaz s |
| 07.02 Portugués Caracas – SE Palmeiras 1:2 - João Ramos – Tupãzinho, Ademar Pantera |
| 11.02 Náutico Recife – Galicia Caracas 1:0 - Nino |
| 14.02 Náutico Recife – Portugués Caracas 3:2 - Lala, Ladeira, Nino – João Ramos, J. Ratto - punkty przyznano klubowi Portugués Caracas, gdyż Náutico Recife dokonał w trakcie meczu dwóch zmian |
| 18.02 SE Palmeiras – Galicia Caracas 2:0 - Servílio, Tupãzinho |
| 22.02 SE Palmeiras – Portugués Caracas 3:0 - Servílio (2), Ademir |
| 03.03 SE Palmeiras – Náutico Recife 0:0 |
| 03.03 Portugués Caracas – Galicia Caracas 1:0 - J. Ratto |

| Klub              | Mecze | Zw | Rem | Por | Pkt | BrZd | BrStr |
| ----------------- | ----- | -- | --- | --- | --- | ---- | ----- |
| SE Palmeiras      | 6     | 5  | 1   | 0   | 11  | 12   | 3     |
| Portugués Caracas | 6     | 2  | 1   | 3   | 5   | 5    | 11    |
| Náutico Recife    | 6     | 1  | 2   | 3   | 4   | 7    | 8     |
| Galicia Caracas   | 6     | 2  | 0   | 4   | 4   | 5    | 7     |

## 1/4 finału

### Grupa 1
| 14.03 Universitario Lima – Estudiantes La Plata 1:0 - Víctor Lobatón                           |
| 21.03 Universitario Lima – CA Independiente 0:3 - José Omar Pastoriza (3)                      |
| 28.03 CA Independiente – Estudiantes La Plata 1:2 - Ricardo Pavoni – Felipe Ribaudo (2)        |
| 04.04 Estudiantes La Plata – CA Independiente 1:0 - Eduardo Flores                             |
| 09.04 Estudiantes La Plata – Universitario Lima 1:0 - Juan Ramón Verón                         |
| 11.04 CA Independiente – Universitario Lima 3:0 - Héctor Yazalde, Aníbal Tarabini, Luis Artime |

| Klub                 | Mecze | Zw | Rem | Por | Pkt | BrZd | BrStr |
| -------------------- | ----- | -- | --- | --- | --- | ---- | ----- |
| Estudiantes La Plata | 4     | 3  | 0   | 1   | 6   | 4    | 2     |
| CA Independiente     | 4     | 2  | 0   | 2   | 4   | 7    | 3     |
| Universitario Lima   | 4     | 1  | 0   | 3   | 2   | 1    | 7     |

### Grupa 2
| 16.03 Portugués Caracas – CA Peñarol 0:3 - Héctor Silva, Mario Omar Méndez, Alberto Spencer              |
| 17.03 Emelec Guayaquil – Club Sporting Cristal 0:2 - Ramón Mifflin, Mario Aquije                         |
| 20.03 Emelec Guayaquil – CA Peñarol 0:1 - Alberto Spencer                                                |
| 20.03 Portugués Caracas – Club Sporting Cristal 1:1 - Curro – Carlos González Pajuelo                    |
| 24.03 Emelec Guayaquil – Portugués Caracas 2:0 - Beltrán Sosa (2)                                        |
| 25.03 Club Sporting Cristal – CA Peñarol 0:0                                                             |
| 28.03 Club Sporting Cristal – Portugués Caracas 2:0 - Alberto Gallardo (2)                               |
| 31.03 CA Peñarol – Portugués Caracas 4:0 - Alberto Spencer (2), Julio César Abbadie, Francisco Bertocchi |
| 01.04 Club Sporting Cristal – Emelec Guayaquil 1:1 - Alberto Gallardo – Armando Echeverría               |
| 04.04 CA Peñarol – Emelec Guayaquil 1:0 - Julio César Cortés                                             |
| 10.04 CA Peñarol – Club Sporting Cristal 1:1 - Alberto Spencer – Luis Rafael Risco                       |
| 10.04 Portugués Caracas – Emelec Guayaquil 2:0 - João Ramos (2)                                          |

| Klub                  | Mecze | Zw | Rem | Por | Pkt | BrZd | BrStr |
| --------------------- | ----- | -- | --- | --- | --- | ---- | ----- |
| CA Peñarol            | 6     | 4  | 2   | 0   | 10  | 10   | 1     |
| Club Sporting Cristal | 6     | 2  | 4   | 0   | 8   | 7    | 3     |
| Emelec Guayaquil      | 6     | 1  | 1   | 4   | 3   | 3    | 7     |
| Portugués Caracas     | 6     | 1  | 1   | 4   | 3   | 3    | 12    |

### Grupa 3
| 13.03 CD Universidad Católica – Club Guaraní 4:1 - Juan Carlos Sarnari (2), Néstor Isella (2) – Genaro García         |
| 17.03 Club Guaraní – CD Universidad Católica 3:1 - Víctor Domingo Juárez, Alcides Sosa, Genaro García – Esteban Varas |
| 21.03 SE Palmeiras – CD Universidad Católica 4:1 - Tupãzinho (2), Ademar Pantera, Rinaldo – Esteban Varas             |
| 24.03 Club Guaraní – SE Palmeiras 2:0 - Víctor Domingo Juárez, Aurelio Martínez                                       |
| 31.03 CD Universidad Católica – SE Palmeiras 0:1 - Dudú                                                               |
| 04.04 SE Palmeiras – Club Guaraní 2:1 - Tupãzinho, Servílio – Ernesto Juárez                                          |

| Klub                    | Mecze | Zw | Rem | Por | Pkt | BrZd | BrStr |
| ----------------------- | ----- | -- | --- | --- | --- | ---- | ----- |
| SE Palmeiras            | 4     | 3  | 0   | 1   | 6   | 7    | 4     |
| Club Guaraní            | 4     | 2  | 0   | 2   | 4   | 7    | 7     |
| CD Universidad Católica | 4     | 1  | 0   | 3   | 2   | 6    | 9     |

### Obrońca tytułu
| Racing Club de Avellaneda jako obrońca tytułu awansował do 1/2 finału bez gry. |

## 1/2 finału
| Racing Club de Avellaneda – Estudiantes La Plata 2:0 i 0:3, dod. 1:1 (dog) 1 18.04 1968 Humberto Maschio, Roberto Perfumo 2 24.04 1968 Juan Ramón Verón (2), Rubén Fucceneco 3 27.04 1968 Juan Carlos Cárdenas – Juan Ramón Verón |
| SE Palmeiras – CA Peñarol 1:0 i 2:1 1 18.04 1968 Tupãzinho 2 23.04 1968 Tupãzinho (2) – Héctor Silva |

## FINAŁ
| Estudiantes La Plata – SE Palmeiras 2:1 i 1:3, dod. 2:0 |
| 2 maja 1968 La Plata Estadio La Plata (35 000) Estudiantes La Plata – SE Palmeiras 2:1 (0:1) Sędzia: Esteban Marino (Paragwaj) Bramki: 0:1 Servílio 30, 1:1 Juan Ramón Verón 83, 2:1 Eduardo Flores 87 Club Estudiantes de La Plata: Alberto Poletti – Rubén Fucceneco, Hugo Spadaro, Raúl Horacio Madero, Oscar Miguel Malbernat, Carlos Pachamé, Carlos Bilardo, Eduardo Flores, Felipe Ribaudo (Luis Lavezzi), Marcos Conigliaro, Juan Ramón Verón. SE Palmeiras: Valdir Joaquim de Moraes – Geraldo da Silva, Baldochi, Osmar, Gilberto, Ademir da Guia, Dudú, Suingue, Tupãzinho, Servílio, Rinaldo.                |
| 7 maja 1968 São Paulo Estádio do Pacaembu (40 000) SE Palmeiras – Estudiantes La Plata 3:1 (1:0) Sędzia: Domingo Massaro (Chile) Bramki: 1:0 Tupãzinho 10, 2:0 Rinaldo 54, 3:0 Tupãzinho 68, 3:1 Juan Ramón Verón 72 SE Palmeiras: Valdir Joaquim de Moraes – Escalera, Baldochi, Osmar, Ferrari, Ademir da Guia, Dudú, Servílio (China), Tupãzinho, Rinaldo, Suingue. Club Estudiantes de La Plata: Alberto Poletti – Hugo Spadaro, Raúl Horacio Madero, Rubén Fucceneco, Carlos Pachamé, Oscar Miguel Malbernat, Carlos Bilardo, Felipe Ribaudo, Eduardo Flores (Néstor Togneri), Marcos Conigliaro, Juan Ramón Verón. |
| 16 maja 1968 Montevideo Estadio Centenario (55 000) Estudiantes La Plata – SE Palmeiras 2:0 (1:0) Sędzia: César Orozco (Peru) Bramki: 1:0 Felipe Ribaudo 13, 2:0 Juan Ramón Verón 82 Club Estudiantes de La Plata: Alberto Poletti – Ramón Alberto Aguirre Suárez, Raúl Horacio Madero, Oscar Miguel Malbernat, Carlos Pachamé, José Hugo Medina, Carlos Bilardo, Eduardo Flores, Felipe Ribaudo, Marcos Conigliaro, Juan Ramón Verón. SE Palmeiras: Valdir Joaquim de Moraes – Escalera, Baldochi, Osmar, Ademir da Guia, Ferrari, Suingue, Dudú, Tupãzinho, Servílio (China), Rinaldo.                                 |

## Klasyfikacja
Poniższa tabela ma charakter statystyczny. O kolejności decyduje na pierwszym miejscu osiągnięty etap rozgrywek, a dopiero potem dorobek bramkowo-punktowy. W przypadku klubów, które odpadły w rozgrywkach grupowych o kolejności decyduje najpierw miejsce w tabeli grupy, a dopiero potem liczba zdobytych punktów i bilans bramkowy.
| Poz                                                                     | Klub                      | Mecze | Zw | Rem | Por | Pkt | BrZd | BrStr |
| ----------------------------------------------------------------------- | ------------------------- | ----- | -- | --- | --- | --- | ---- | ----- |
| 1                                                                       | Estudiantes La Plata      | 16    | 11 | 2   | 3   | 24  | 25   | 12    |
| 2                                                                       | SE Palmeiras              | 15    | 11 | 1   | 3   | 23  | 26   | 13    |
| 3                                                                       | CA Peñarol                | 14    | 7  | 4   | 3   | 18  | 19   | 6     |
| 4                                                                       | Racing Club de Avellaneda | 3     | 1  | 1   | 1   | 3   | 3    | 4     |
| 5                                                                       | Club Sporting Cristal     | 12    | 5  | 7   | 0   | 17  | 18   | 8     |
| 6                                                                       | CA Independiente          | 11    | 5  | 1   | 5   | 11  | 18   | 15    |
| 7                                                                       | Club Guaraní              | 10    | 4  | 3   | 3   | 11  | 15   | 14    |
| 8                                                                       | Universitario Lima        | 10    | 4  | 3   | 3   | 11  | 18   | 11    |
| 9                                                                       | CD Universidad Católica   | 10    | 5  | 1   | 4   | 11  | 17   | 16    |
| 10                                                                      | Emelec Guayaquil          | 12    | 3  | 4   | 5   | 10  | 8    | 11    |
| 11                                                                      | Portugués Caracas         | 12    | 3  | 2   | 7   | 8   | 8    | 23    |
| 12                                                                      | Club Nacional de Football | 6     | 2  | 2   | 2   | 6   | 9    | 5     |
| 13                                                                      | CD El Nacional            | 6     | 2  | 1   | 3   | 5   | 5    | 6     |
| 14                                                                      | Club Jorge Wilstermann    | 6     | 2  | 1   | 3   | 5   | 5    | 8     |
| 15                                                                      | Deportivo Cali            | 7     | 2  | 1   | 4   | 5   | 8    | 13    |
| 16                                                                      | Náutico Recife            | 6     | 1  | 2   | 3   | 4   | 7    | 8     |
| 17                                                                      | Galicia Caracas           | 6     | 2  | 0   | 4   | 4   | 5    | 7     |
| 18                                                                      | Millonarios FC            | 6     | 1  | 1   | 4   | 3   | 6    | 9     |
| 19                                                                      | Club Universidad de Chile | 6     | 1  | 1   | 4   | 3   | 6    | 10    |
| 20                                                                      | Libertad Asuncion         | 6     | 1  | 1   | 4   | 3   | 2    | 13    |
| 21                                                                      | Club Always Ready         | 6     | 0  | 1   | 5   | 1   | 2    | 18    |
| Podsumowanie: 93 mecze, w tym 20 remisów, 230 bramek - 2.47 bramki/mecz |                           |       |    |     |     |     |      |       |